# آوی نیر
آوی نیر (عبری: אבי ניר‎؛ زادهٔ ۱۹۶۱) مدیر اجرایی و تهیه‌کننده تلویزیونی اهل اسرائیل است، که هم‌اکنون به‌عنوان مدیرعامل گروه رسانه‌ای کشت فعالیت می‌کند.